# Hajime Ishii
Hajime Ishii (石井 肇 Ishii Hajime?, Kanagawa, 26 de mayo de 1959) es un exfutbolista japonés que se desempeñaba como defensa y entrenador.

## Clubes

### Como futbolista
| Club                  | País  | Año         |
| --------------------- | ----- | ----------- |
| Nissan Motors         | Japón | 1982 - 1988 |
| Otsuka Pharmaceutical | Japón | 1988 - 1991 |

### Como entrenador
| Club                    | País  | Año         |
| ----------------------- | ----- | ----------- |
| Otsuka Pharmaceutical   | Japón | 1993 - 1995 |
| Consadole Sapporo       | Japón | 1998        |
| Vegalta Sendai          | Japón | 2003        |
| Shanghai JuJu Sports FC | China | 2017        |